# Grójec
Grójec ist eine Stadt im Powiat Grójecki der Woiwodschaft Masowien in Polen. Sie ist Sitz des Powiat und der gleichnamigen Stadt-und-Land-Gemeinde mit 25.882 Einwohnern (Stand 31. Dezember 2020).

## Geschichte
Die erste urkundliche Erwähnung der Stadt stammt aus dem Jahr 1234. Die Erhebung zur Stadt erfolgte 1419 durch den Herzog Janusz I. Starszy nach Kulmer Recht.
Bei der Dritten Teilung Polens kam Grójec 1795 zu Preußen. Mit Entstehung des Herzogtums Warschau wurde die Stadt Teil desselben und 1815 dann Teil Kongresspolens.
Der Bau der Straße von Radom nach Warschau durch Grójec Anfang des 19. Jahrhunderts verhalf der Stadt zu einer Blütezeit. 1914 erhält die Stadt Anschluss an das Schienennetz, welches eine Direktverbindung nach Warschau ermöglicht.
Im September 1939 wurde die Stadt im Rahmen des Überfalls auf Polen von der Wehrmacht besetzt und anschließend von Deutschland völkerrechtswidrig annektiert. Von 1940 bis 1942 existierte ein jüdisches Ghetto in der Stadt. Die Besetzung durch die Deutschen dauerte bis zur Weichsel-Oder-Operation der Roten Armee, in deren Folge die Stadt am 15. Januar 1945 von den sowjetischen Truppen eingenommen wurde. In der Folgezeit wurde Grójec Teil der Woiwodschaft Warschau. Mit der Umstrukturierung der polnischen Verwaltung kam die Stadt 1975 zur Woiwodschaft Radom. Seit 1999 ist der Ort Teil der Woiwodschaft Masowien.

## Gemeinde
Zur Stadt-und-Land-Gemeinde (gmina miejsko-wiejska) Grójec gehören die Stadt selbst und 39 Dörfer mit Schulzenämtern.

## Verkehr
Grójec liegt an der Europastraße 77, welche zugleich die Landesstraße 7 (droga krajowa 7) bildet. In nördlicher Richtung erreicht die Straße nach etwa 40 Kilometern Warschau, in südlicher Richtung durchquert sie nach etwa 50 Kilometern Radom.
Weiterhin führt in west-östlicher Richtung die Landesstraße 55 durch die Stadt. Nach etwa 25 Kilometern erreicht diese im Westen die Stadt Mszczonów. Im Osten durchquert die Straße in etwa derselben Entfernung Góra Kalwaria.
Von der Schmalspurbahn Warszawa–Nowe Miasto nad Pilicą wird Grójec seit 1988 (Richtung Mogielnica) bzw. 1991 (Richtung Tarczyn) nicht mehr bedient. Die kurze Stichbahn nach Jasieniec wird im Personenverkehr schon seit 1966 nicht mehr betrieben.
Der nächste internationale Flughafen ist der Frédéric-Chopin-Flughafen Warschau, welcher über die Europastraße 77 zu erreichen ist.

## Söhne und Töchter der Stadt
- Artur Kolodziejski (* 1979), Basketballspieler.